# Armadilhas extracelulares dos neutrófilos

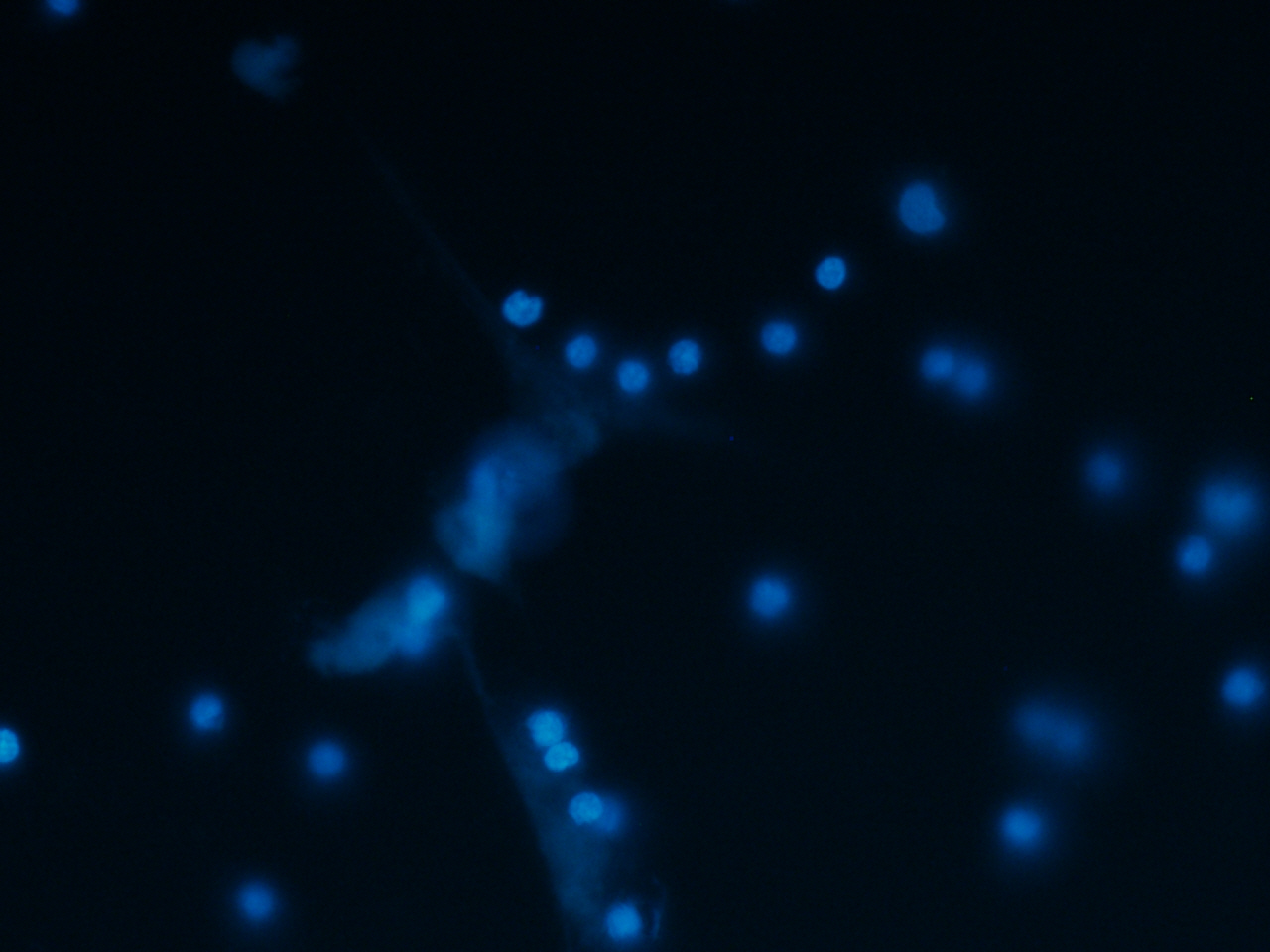
Agregação de neutrófilos

A formação de armadilhas extracelulares dos neutrófilos (NETs do inglês neutrophil extracellular traps) é um mecanismo da imunidade inata em que o neutrófilo emite uma rede extracelular com a finalidade de conter e eliminar patógenos. Como consequência da formação das redes o neutrófilo passa por um processo de morte celular, denominado netose. As armadilhas são constituídas principalmente pelo material nuclear do neutrófilo e o conteúdo de seus grânulos citoplasmáticos, como elastase, mieloperoxidase, lactoferrina e gelatinase. A liberação das armadilhas pode ser estimulada pela presença de microrganismos, citocinas ou complexos antígeno-anticorpo. O efeito antimicrobiano das NETs é devido a combinação de cromatina com componentes granulares, histonas e algumas proteínas plasmáticas. Apesar dessa estratégia ser importante para uma resposta imunológica adequada, novos estudos a associam a algumas patologias, como doenças autoimunes, doenças inflamatórias crônicas e diversos tipos de câncer.